# Robertsfors
Robertsfors – miejscowość (tätort) w Szwecji, w regionie administracyjnym (län) Västerbotten, siedziba gminy Robertsfors.
Według danych Szwedzkiego Urzędu Statystycznego liczba ludności wyniosła: 2030 (31 grudnia 2015), 2038 (31 grudnia 2018) i 2014 (31 grudnia 2019).